# Edmundsius agilis
Genre
Espèce
Edmundsius agilis est une espèce d'insectes de l'ordre des Ephemeroptera (les éphémères), de la famille des Siphlonuridae. C'est la seule espèce connue du genre Edmundsius, nommé en hommage à George F. Edmunds, Jr. (en) pour son travail sur les éphémères.

## Information géographique
Cette espèce se rencontre en Amérique du Nord.

## Première publication
- (en) WC Day, A new mayfly genus from California (Ephemeroptera), Pan-Pacific Entomologist 29(1):19-24 (1953) Texte complet